# SC-Project
SC-Project è un'azienda italiana specializzata nella produzione di impianti di scarico per motocicli sia stradali che sportivi, specialmente quelli destinati alle competizioni nel Motomondiale.

## Attività

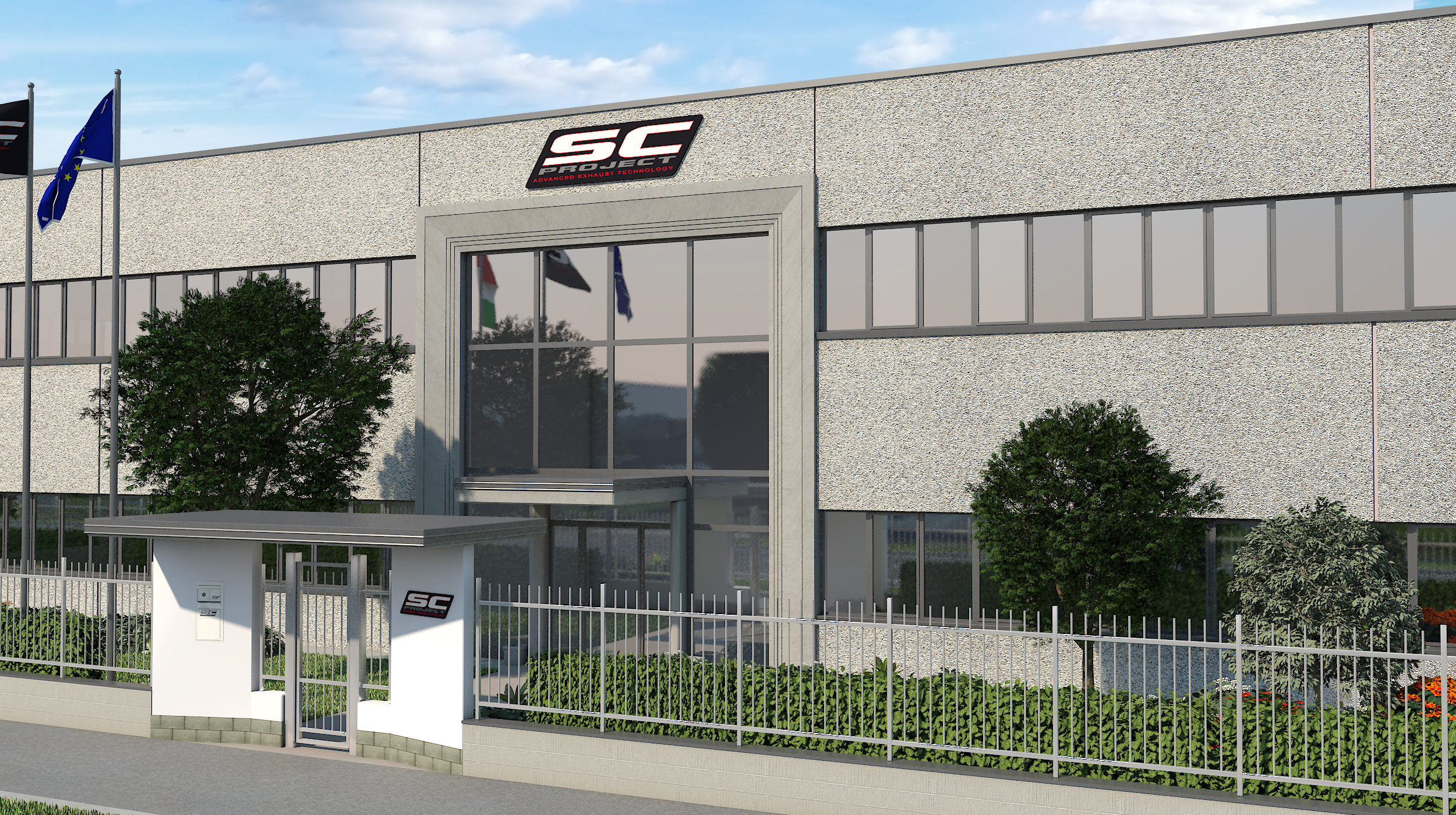
Sede dell'azienda a Cassinetta di Lugagnano.

Fondata nel 2005 a Magenta si è poi trasferita a Cassinetta di Lugagnano in un'area di circa 10.000 m² coperti.
Ha ottenuto notorietà soprattutto grazie ai successi ottenuti nelle competizioni del campionato mondiale MotoGP dove l'azienda è stata partner tecnico del Team Ducati Pramac Racing per cinque anni consecutivi, dal 2009 al 2013. Il primo titolo iridato ottenuto da un pilota con moto equipaggiata di scarichi SC-Project è stato conquistato nella categoria Moto2 nell'anno 2015, con il pilota francese Johann Zarco del Team Ajo Motorsport che ha vinto anche l'anno successivo. Nel 2017 ottiene il terzo titolo consecutivo con il pilota Franco Morbidelli del Team Marc VDS Racing su Kalex e il quarto titolo è ottenuto nel 2019 con il pilota Alex Marquez del Team Marc VDS.
Nel 2017 l'azienda ha stretto un accordo di sponsorizzazione biennale con il Team Repsol Honda ottenendo il primo titolo mondiale in MotoGP con il pilota spagnolo Marc Márquez, titolo ripetuto nel 2018 e nel 2019. La partnership tecnica con il Repsol Honda Team è proseguita nelle stagioni 2020 e 2021/22.
Nel novembre del 2016 l'azienda acquisì il marchio di moto Paton riportandolo alle competizioni e vincendo le edizioni del Tourist Trophy 2017, 2018 e 2019 categoria Lightweight.
Nel 2021 l'azienda diventa fornitore unico degli scarichi delle Aprilia RS 660 Trofeo, e delle Aprilia RS 250 SP per i campionati monomarca di Aprilia. Nel 2022 SC-Project è il fornitore tecnico degli impianti di scarico delle Aprilia RS-GP nella MotoGP con i piloti Aleix Espargarò, Maverick Vinales e il collaudatore Lorenzo Savadori. Nel Gran Premio di Argentina 2022 l'Aprilia RS-GP 2022 equipaggiata con impianti di scarico SC-Project conquista, grazie al pilota spagnolo Aleix Espargarò, la prima pole position e la prima vittoria nell'era MotoGP per il marchio Aprilia, risultato storico per la casa veneta.